# Saisons dans la culture japonaise

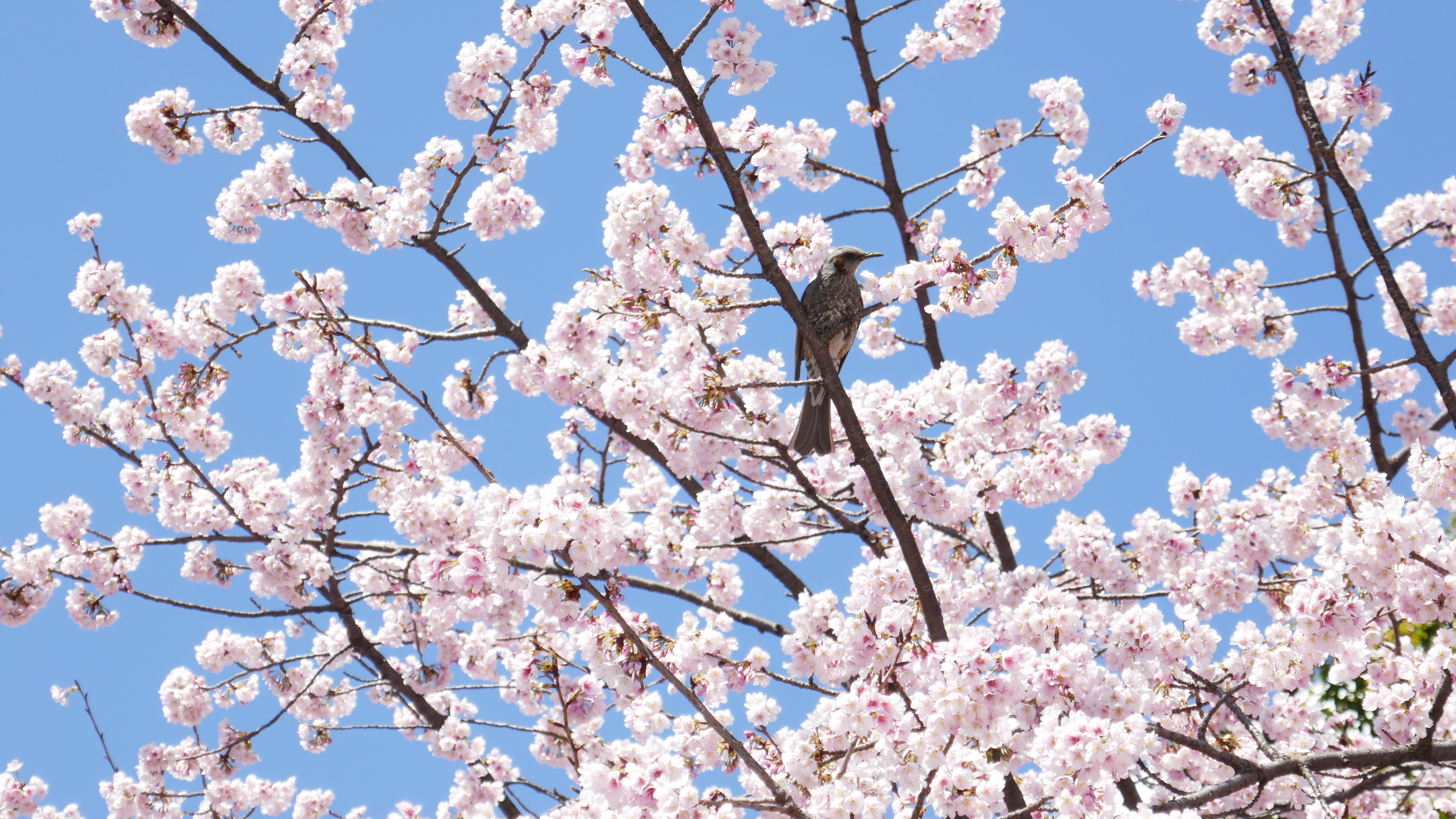
oiseau perché dans un cerisier

La culture japonaise accorde traditionnellement une importance non négligeable au cours des saisons, notamment via les différentes floraisons ou phénomènes climatiques qui rythment l'année.

## Nom des saisons en japonais
Le tableau ci-dessous présente les différentes façons d'écrire les saisons (kisetsu (季節)) en japonais.
| Français  | Rōmaji | Hiragana | Kanji |
| --------- | ------ | -------- | ----- |
| été       | natsu  | なつ     | 夏    |
| automne   | aki    | あき     | 秋    |
| hiver     | fuyu   | ふゆ     | 冬    |
| printemps | haru   | はる     | 春    |

Le terme shiki (四季, quatre saisons) est très souvent employé au Japon, pour accentuer le fait qu'il existe quatre saisons distinctes au niveau du climat, des coutumes, des catastrophes naturelles, de la gastronomie ou des évènements sociaux.

## Les saisons dans le domaine artistique

### Poésie
S'il est un art particulièrement marqué par les saisons, c'est bien la poésie japonaise. Impensable en effet de rédiger un haïku sans y inclure un mot de saison (kigo, 季語). Ces derniers sont répertoriés dans des saijiki (歳時記), éphémérides poétiques comptant généralement cinq volumes : printemps, été, automne, hiver et début de l'an. Ces mots de saison peuvent être anciens, issus de phénomènes naturels qui ont toujours cours de nos jours, comme la floraison du lespédèze qui situe le poème dans l'automne, ou bien plus modernes, comme les évocations de Noël ou de la Saint-Valentin.

### Peinture

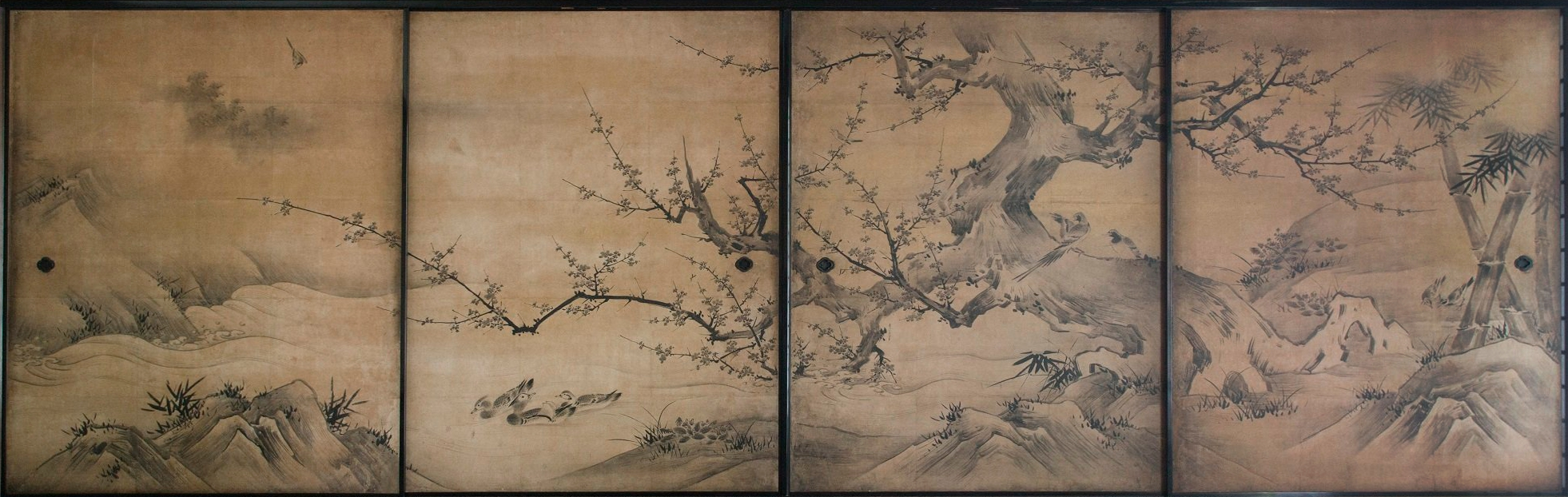
Kanō Shōei et son fils Kanō Eitoku, Fleurs et oiseaux des quatre saisons (XVIe siècle). Encre sur papier, 2 paires de 16 fusuma, 2 x. Daitoku-ji (大徳寺), Kyoto.

Les représentations de la nature au fil des saisons « ne sont pas dans la culture japonaise de simples motifs décoratifs, mais sont toujours associées à une symbolique établie par les poètes depuis le VIIIe siècle ».
On peut citer Fleurs et oiseaux des quatre saisons par Kanō Shōei et son fils Kanō Eitoku au XVIe siècle et Paysages de printemps et d'automne par Hara Zaishō au XIXe siècle.

## Les saisons du calendrier luni-solaire
L'ancien calendrier japonais (kyūreki, 旧暦), arrivé au Japon depuis la Chine via la péninsule coréenne au début du VIIe siècle était divisé en 24 périodes ou souffles (sekki, 節気), eux-mêmes divisés en 72 micro-saisons ou climats (kō, 候). Ce calendrier, de type luni-solaire, fût officiellement remplacé par le calendrier grégorien en 1873. Dans les faits, il continue à être utilisé encore quelque temps, notamment dans les campagnes. De nos jours, on trouvera de nombreuses références aux 24 sekki, beaucoup moins aux 72 kō.
| Souffle solaire (sekki)              | Climat (kō) | Rōmaji                          | Traduction                                             |
| ------------------------------------ | ----------- | ------------------------------- | ------------------------------------------------------ |
| Risshun (立春) Début du printemps    | 東風解凍    | Harukaze koori wo toku          | La glace fond sous la brise printanière                |
| Risshun (立春) Début du printemps    | 黄鴬睍睆    | Uguisu naku                     | La bouscarle chante le printemps                       |
| Risshun (立春) Début du printemps    | 魚上氷      | Uo koori wo izuru               | Les poissons remontent vers les glaces en surface      |
| Usui (雨水) Eau de pluie             | 土脉潤起    | Tsuchi no shō uruoi okoru       | La terre se gorge d'eau                                |
| Usui (雨水) Eau de pluie             | 霞始靆      | Kasumi hajimete tanabiku        | La brume printanière s'amasse au petit matin           |
| Usui (雨水) Eau de pluie             | 草木萌動    | Sōmoku mebae izuru              | L'herbe pousse, les arbres bourgeonnent                |
| Keichitsu (啓蟄) Réveil des insectes | 蟄虫啓戸    | Sugomori mushi to wo hiraku     | Les insectes se décloîtrent                            |
| Keichitsu (啓蟄) Réveil des insectes | 桃始笑      | Momo hajimete saku              | Les premiers pêchers fleurissent                       |
| Keichitsu (啓蟄) Réveil des insectes | 菜虫化蝶    | Namushi chō to naru             | Les chenilles se transforment en papillons             |
| Shumbun (春分) Equinoxe de printemps | 雀始巣      | Suzume hajimete sukuu           | Les moineaux font leurs nids                           |
| Shumbun (春分) Equinoxe de printemps | 桜始開      | Sakura hajimete hiraku          | Les fleurs de cerisier commencent à s'ouvrir           |
| Shumbun (春分) Equinoxe de printemps | 雷乃発声    | Kaminari sunawachi koe wo hassu | Le grondement du tonnerre s'élève                      |
| Seimei (清明) Lumière pure           | 玄鳥至      | Tsubame kitaru                  | Les hirondelles sont de retour                         |
| Seimei (清明) Lumière pure           | 鴻雁北      | Kōgan kaeru                     | Les oies sauvages s'en retournent vers le nord         |
| Seimei (清明) Lumière pure           | 虹始見      | Niji hajimete arawaru           | Les arcs-en-ciel se montrent à nouveau                 |
| Koku.u (穀雨) Pluie des céréales     | 葭始生      | Ashi hajimete shōzu             | Les premiers roseaux émergent                          |
| Koku.u (穀雨) Pluie des céréales     | 霜止出苗    | Shimo yamite nae izuru          | Le gel cesse et les plants poussent                    |
| Koku.u (穀雨) Pluie des céréales     | 牡丹華      | Botan hana saku                 | Les pivoines sont en fleur                             |
| Rikka (立夏) Début de l'été          | 蛙始鳴      | Kawazu hajimete naku            | Les grenouilles coassent de nouveau                    |
| Rikka (立夏) Début de l'été          | 蚯蚓出      | Mimizu izuru                    | Les lombrics sortent de terre                          |
| Rikka (立夏) Début de l'été          | 竹笋生      | Take no ko shōzu                | Les pousses de bambou pointent leurs têtes             |
| Shōman (小満) Petit abondance        | 蚕起食桑    | Kaiko okite kuwa wo hamu        | Les vers à soie dévorent les feuilles de mûrier        |
| Shōman (小満) Petit abondance        | 紅花栄      | Benibana sakau                  | Les carthames fleurissent en nombre                    |
| Shōman (小満) Petit abondance        | 麦秋至      | Mugi no toki itaru              | L'heure de la moisson du blé a sonné                   |
| Bōshu (芒種) Épis en barbe           | 蟷螂生      | Kamakiri shōzu                  | Les mantes religieuses sont de sortie                  |
| Bōshu (芒種) Épis en barbe           | 腐草為螢    | Kusaretaru kusa hotaru to naru  | Les lucioles s'élancent depuis les herbes mortes       |
| Bōshu (芒種) Épis en barbe           | 梅子黄      | Ume no mi kibamu                | De jaune les prunes se colorent                        |
| Geshi (夏至) Solstice d'été          | 乃東枯      | Natsukarekusa karuru            | Les brunelles perdent de leur éclat                    |
| Geshi (夏至) Solstice d'été          | 菖蒲華      | Ayame hana saku                 | Les iris sont en fleur                                 |
| Geshi (夏至) Solstice d'été          | 半夏生      | Hange shōzu                     | Les pinellies ternées apparaissent                     |
| Shōsho (小暑) Petites chaleurs       | 温風至      | Atsukaze itaru                  | Un vent chaud s'en vient                               |
| Shōsho (小暑) Petites chaleurs       | 蓮始開      | Hasu hajimete hiraku            | Les lotus épanouissent leurs fleurs                    |
| Shōsho (小暑) Petites chaleurs       | 鷹乃学習    | Taka sunawachi waza wo narau    | Les faucons entament leur apprentissage                |
| Taisho (大暑) Grandes chaleurs       | 桐始結花    | Kiri hajimete hana wo musubu    | Après la floraison, les paulownias fructifient         |
| Taisho (大暑) Grandes chaleurs       | 土潤溽暑    | Tsuchi uruoute mushi atsushi    | La terre s'imprègne d'humidité et l'air devient moite  |
| Taisho (大暑) Grandes chaleurs       | 大雨時行    | Taiu tokidoki furu              | La pluie tombe parfois à verse                         |
| Risshū (立秋) Début de l'automne     | 涼風至      | Suzu kaze itaru                 | Une brise fraîche se lève                              |
| Risshū (立秋) Début de l'automne     | 寒蝉鳴      | Higurashi naku                  | Les cigales chantent à la brune                        |
| Risshū (立秋) Début de l'automne     | 蒙霧升降    | Fukaki kiri matou               | Un épais brouillard tombe                              |
| Shosho (処暑) Chaleurs tempérées     | 綿柎開      | Wata no hana shibe hiraku       | Les fleurs de coton s'ouvrent                          |
| Shosho (処暑) Chaleurs tempérées     | 天地始粛    | Tenchi hajimete samushi         | La chaleur commence à retomber                         |
| Shosho (処暑) Chaleurs tempérées     | 禾乃登      | Kokumono sunawachi minoru       | Le riz parvient à maturité                             |
| Hakuro (白露) Rosée blanche          | 草露白      | Kusa no tsuyu shiroshi          | Sur l'herbe la rosée scintille                         |
| Hakuro (白露) Rosée blanche          | 鶺鴒鳴      | Sekirei naku                    | Le chant des bergeronnettes résonne                    |
| Hakuro (白露) Rosée blanche          | 玄鳥去      | Tsubame saru                    | Les hirondelles migrent vers le sud                    |
| Shūbun (秋分) Équinoxe d'automne     | 雷乃収声    | Kaminari sunawachi koe wo osamu | Le tonnerre cesse de gronder                           |
| Shūbun (秋分) Équinoxe d'automne     | 蟄虫坏戸    | Mushi kakurete to wo fusagu     | Les insectes se calfeutrent                            |
| Shūbun (秋分) Équinoxe d'automne     | 水始涸      | Mizu hajimete karuru            | L'eau commence à s'épuiser                             |
| Kanro (寒露) Rosée froide            | 鴻雁来      | Kōgan kitaru                    | Les oies sauvages sont de retour                       |
| Kanro (寒露) Rosée froide            | 菊花開      | Kiku no hana hiraku             | Les fleurs de chrysanthème s'ouvrent                   |
| Kanro (寒露) Rosée froide            | 蟋蟀在戸    | Kirigirisu to ni ari            | Les grillons sont à nos portes                         |
| Sōkō (霜降) Gelée blanche            | 霜始降      | Shimo hajimete furu             | Les premières gelées apparaissent                      |
| Sōkō (霜降) Gelée blanche            | 霎時施      | Kosame tokidoki furu            | Des averses s'abattent de temps à autre                |
| Sōkō (霜降) Gelée blanche            | 楓蔦黄      | Momiji tsuta kibamu             | Les érables et la vigne vierge roussissent             |
| Rittō (立冬) Début de l'hiver        | 山茶始開    | Tsubaki hajimete hiraku         | Les premiers fleurs de camélia éclosent                |
| Rittō (立冬) Début de l'hiver        | 地始凍      | Chi hajimete kooru              | Le sol commence à geler                                |
| Rittō (立冬) Début de l'hiver        | 金盞香      | Kinsenka saku                   | Le parfum des narcisses embaume l'air                  |
| Shōsetsu (小雪) Neige maigre         | 虹蔵不見    | Niji kakurete miezu             | Les arcs-en-ciel se cachent à notre vue                |
| Shōsetsu (小雪) Neige maigre         | 朔風払葉    | Kitakaze konoha wo harau        | Le vent du nord dépouille les arbres de leurs feuilles |
| Shōsetsu (小雪) Neige maigre         | 橘始黄      | Tachibana hajimete kibamu       | Les mandarines virent au orange                        |
| Taisetsu (大雪) Neige abondante      | 閉塞成冬    | Sora samuku fuyu to naru        | Le ciel est couvert, l'hiver s'installe                |
| Taisetsu (大雪) Neige abondante      | 熊蟄穴      | Kuma ana ni komoru              | Les ours se terrent dans leurs tanières                |
| Taisetsu (大雪) Neige abondante      | 鮭魚群      | Saku no uo muragaru             | Les saumons forment des bancs                          |
| Tōji (冬至) Solstice d'hiver         | 乃東生      | Natsukarekusa shōzu             | Les brunelles s'éveillent                              |
| Tōji (冬至) Solstice d'hiver         | 麋角解      | Sawashika no tsuno otsuru       | Les cerfs perdent leurs bois                           |
| Tōji (冬至) Solstice d'hiver         | 雪下出麦    | Yuki watarite mugi nobiru       | Sous la neige, le blé pousse                           |
| Shōkan (小寒) Froid léger            | 芹乃栄      | Seri sunawachi sakau            | Le céleri d'eau pousse à foison                        |
| Shōkan (小寒) Froid léger            | 水泉動      | Shimizu atataka wo fukumu       | Le dégel des sources s'amorce                          |
| Shōkan (小寒) Froid léger            | 雉始雊      | Kiji hajimete naku              | Les premiers cris des faisans retentissent             |
| Daikan (大寒) Froid intense          | 款冬華      | Fuki no hana saku               | Les pétasites japonaises fleurissent                   |
| Daikan (大寒) Froid intense          | 水沢腹堅    | Sawamizu koori tsumeru          | La glace s'épaissit dans les ravines                   |
| Daikan (大寒) Froid intense          | 鶏始乳      | Niwatori hajimete toya ni tsuku | Les poules se remettent à couver                       |